# محافظة الدرب
محافظة الدرب إحدى محافظات منطقة جازان الواقعة جنوب غرب السعودية. تقع المحافظة في الجزء الشمالي من منطقة جازان، وتبعد حاضرتها مدينة الدرب مسافة 125 كم تقريباً عن مدينة جيزان.

## جغرافياً

### المناخ
حار صيفاً معتدل شتاءً، وتسقط الأمطار في فصل الشتاء.

### السكان
بلغ عدد سكان محافظة الدرب (68,965) نسمة حسب تعداد السعودية 2022، عدد السعوديين (51,149) نسمة، وعدد غير السعوديين (17,816) نسمة.

## اقتصادياً

### الزراعة
تنتشر الأراضي الزراعة في محافظة الدرب، حيث تزرع فيها الذرة الهندية والدخن، وتعتبر الزراعة والرعي من مقوماتها الاقتصادية إضافة إلى ما يزرع من الفواكه والخضروات بمختلف أنواعها.

### التجارة
تتميز المحافظة بمكانتها التجارية حيث كانت في الماضي محطة لقوافل تجارية من مكة وجدة وعسير، ويوجد بها ميناء الشقيق الذي كان بوابة الجنوب التجارية ونافذته على العالم. وهي تعد اليوم على الصعيد المحلي المثلث التجاري الذي يربط جنوب السعودية بشرقها وشمالها؛ لكونها المنفذ التجاري الوحيد ويوجد بها إحدى أكبر محطات تحلية لمياه البحر في المملكة، وكذلك أكبر مصنع للبلك بجميع أنواعه ويتوسطها الخط الدولي (مكة - اليمن).

### السوق الأسبوعي
سوق الدرب الأسبوعي هو يوم الخميس، وهو أحد الأسواق الشعبية في منطقة جازان، أما يوم الأربعاء به سوق مصغر يقتصر على بيع المواشي.

## معالم السياحة
تتميز المحافظة بقربها من البحر الأحمر، ويوجد فيها عدد من المنتجعات السياحية والشقق المفروشة والفنادق الحديثة، كما يوجد بها عدد من المطاعم الشعبية التي تشتهر بها المحافظة، ويوجد كذلك أسواق لكل السلع ولكافة المتطلبات اليومية.

## التعليم

### نبذة تاريخية
كان أهل الدرب قديماً يدرسون على يد الشيخ يحيى بن أحمد بن حاضر وكانت الدراسة حينها متواضعة وبدائية إلا أنه كان المعلم الوحيد، ثم جاء عبد الله بن محمد القرعاوي لمنطقة جازان وسكن في صامطة، وتوجه طلاب العلم من أهل الدرب لصامطة والتقوا بالشيخ وتعلموا على يديه. كان من يتم الدراسة يتخرج ليصبح معلماً في مدرسة ضمن منطقة جازان ويحصل الدارس على شهادة يذكر فيها أن المدرسة السلفية بالجنوب تشهد بأنه قد أتم الدراسة فيها وتخرج، ليتم تعيينه معلماً بعد ذلك، وقد أرسل المتخرجين إلى عدة مدارس تم افتتاحها من قبل المدرسة السلفية فأرسل علي عز الدين المنذري لمدرسة رملان وعلي بن أحمد جبلي لمدرسة القائم الأسفل وأرسل المعلمون المتخرجون من المدرسة السلفية بالجنوب إلى مدرسة القضب وأبو السداد وقرار وغيرها، وكلها تم إنشاؤها من قبل المدرسة السلفية. وكان معلموها تابعون للشيخ القرعاوي.

### الوضع الحالي
حالياً بلغ عدد مدارس البنين 60 مدرسة بما فيها خمس مدارس ليلية وأخرى فكرية يدرس بها أكثر من 6000 طالب، وتجتمع هذه المدارس تحت إدارة مكتب التعليم بالدرب الذي يضم 3 قطاعات هي الدرب / الشقيق / الفطيحة.
ويضم المركز 45 مشرفاً تربوياً وهم يمثلون جميع التخصصات، كما يوجد بالمحافظة مكتب تعليم نسائي الذي يشرف على مدارس البنات، حيث أن عدد المعلمات الرسميات 341 معلمة رسمية وعدد الإداريات 81 إدارية وأما بالنسبة للطالبات فيبلغ عددهن 5894 طالبة أما بالنسبة لعدد مدارس البنات بالمحافظة فهي على النحو التالي:
مدارس البنين
- المرحلة الابتدائية 24 مدرسة
- المتوسطة 8 مدارس
- الثانوية 4 مدارس
  - مدارس تحفيظ القرآن الكريم
- ابتدائية واحدة
- المتوسطة مدرستان
- ثانوية مدرستان

مدارس البنات
- المرحلة الابتدائية 21 مدرسة
- المرحلة المتوسطة 7 مدارس
- المرحلة الثانوية 4 مدارس

رياض الأطفال
- عددها 6 مدارس

محو الأمية
- عددها 4 مدارس.

## الصحة
يوجد في محافظة الدرب مستشفى عام يخدم أربع مراكز صحية بالدرب والشقيق وعتود ومنشبة، بالإضافة لإستقباله عدد من المراجعين المحولين من المراكز الصحية التابعة لمنطقة عسير، حيث بلغ عدد المراجعين للطوارئ والعيادات الخارجية بالمستشفى (64631) مراجع خلال الأشهر الأولى من عام 1425هـ ويتزايد عدد المراجعين في فصل الربيع لكثرة السواح والزائرين للمحافظة، إضافة توسعة للمستشفى لتصل إلى 82 سريراً بها قسم طوارئ وقسم للعناية المركزة وقسم للحضانة.

## المراكز التابعة لمحافظة الدرب
- عتود.
- الشقيق.
- ريم.

## القرى التابعة
يتبع المحافظة إضافة إلى مدينة الدرب والشقيق العديد من القرى:
- الدرب القديم
- الحوية
- الجبلين الجنوبيَّة والجنوبي
- السميرات
- أبو ثور
- ماضي
- رملان
- العرق
- الزبارة
- عتود
- رملان المعش
- سمرة الجد
- الحمراء
- الحروف
- القضب
- الجد
- المسامير
- منشبة
- أم الحنشان
- الصعقان
- بني هيجان
- الراجحية
- الكنه
- خليج
- الشعوف
- زبارة الهجنبة
- الشعف
- المحرق
- خبت بن جبران
- أم السبخ
- عجيبي
- الدملج
- الصنيدلي
- المسمور
- الهجنبة
- جر أبو العشر
- الحصام الجنوبي
- السواني
- الأشول
- الحصام الشمالي
- القاع
- الكرشة
- الرشة
- القصبة
- أبو يحيى
- أبو السداد
- نخب
- الطائف
- بحرة الشماليَّة والجنوبيَّة
- القائم الأعلى والأسفل
- حجلة
- الحرجة
- الغريف
- هيجة رملان
- الحمراء
- هرمان

قرار
القومه

## وصلات خارجية
- صفحة محافظة الدرب على الموقع الرسمي لمنطقة جازان
- إمارة منطقة جازان نسخة محفوظة 27 فبراير 2015 على موقع واي باك مشين.